# バイオレット・グラデーション
『バイオレット・グラデーション』は岸裕子による日本の読み切り漫画作品、あるいはそれを中心とする読み切り連作。『LaLa』（白泉社）に５回にわたって掲載された。

## 概要
『夢の介ラブ♡ランド』と並行して掲載された岸裕子のシリーズもので、1981年の『どうしてもお嫁さん』で長らく作品の発表の場としていた別冊少女コミックを卒業し、以後フリーとして作品を発表するようになった時期の作品群である。ちなみに、第一作目の『バイオレット・グラデーション』が掲載された2か月前に『章司くんシリーズ』の最終話、『いめ－じ♥ちぇんじ』が掲載されており、作者にとって、新たな転機となったシリーズである。
岸裕子の作品には美少年が数多く出演していたため、「美少年作家」と言われてきたのであるが、この主人公ダンディ・レムは21歳の大学生で、既に成人しており、また相手役のピクスレイ教授の年齢設定は35歳と、高年齢化しているのが特徴である。作者自身はこのことを「あっと気づいた時には中年作家」と自嘲している。

## あらすじ
ダンディ・レム・ウィリアムソンは父親を事故でなくし、父親が学生時代に家庭教師をしていたデイビス・ピクスレイ教授に引き取られてから７年になる。大学の授業中に平気で恋人のブルーベリーと情事を楽しむ不良青年であり、そんな彼を養っているピクスレイ教授は人格者という評判だった。ところが二人の夜の関係は逆転し、ピクスレイが鞭でダンディをいたぶり、ダンディがそれを楽しむというサド・マゾ関係であった。さらにあるとき、バイオレットの香水により、ダンディに憑依していた父親で女たらしのリチャードの魂がダンディの体を乗っ取るようにもなった。かくして両刀使いとなったダンディが巻き起こす騒動に、ピクスレイやブルーベリーらが巻き込まれる波瀾万丈の日々が始まった。

## 登場人物
ダンディ・レム・ウィリアムソン
主人公で21歳。15歳の時、ピクスレイ教授を籠絡し、一緒に生活することになる。外ではブルーベリーの投げナイフに脅され、内ではピクスレイ教授の鞭打ちに快感を覚えるという典型的なマゾ体質。教授と添い寝しないと眠れない体質でもある。同性愛者であるが、父親の好きなバイオレットの香水を嗅ぐと、憑依している父親の人格が現れる。当然のことながら、ダンディにはその時父親が自分の体を借りて何をしているのか、感知することができない。変態ではあるが、「子供には父親がいないよりいた方がいいんじゃないか」といって、結婚をしようとしたこともあり、優しい性格でもある。
リチャード・ウィリアムソン
ダンディの父親で、女たらし。自称バーミリオン。ダンディの祖父にあたるリチャードの父が、同性愛で身を持ち崩し、若死にしているため、ホモやゲイに嫌悪感を抱いている。ピクスレイとダンディの関係を苦々しく思っていたが、好みのバイオレットの香水により覚醒する。酒が苦手で、ダンディの元の人格に戻す手段として使われる。
デイビス・ピクスレイ教授
ダンディの保護者にして愛人。同性愛者。教授職を得るために、恋人を振ったこともある。29歳の時、父親をなくしたダンディに出会い、既に寄宿舎生活で経験のあったダンディに誘惑され、関係を持つ。以後、ダンディとずるずる暮らすようになる。サド人格を持ち、鞭でダンディをいたぶるのが趣味。そのため近所に人のいない森の一軒屋に住んでいる。リチャード登場以後は、彼の存在に怯えることになる。ブルーベリーのことも頭痛の種である。
ブルーベリー
ダンディのもう一人の愛人で、同級生。チャイナ服を来ており、ナイフ投げが得意。彼もまたピクスレイ教授同様、サドの性格でナイフでしばしばダンディを脅し、情事をさせている。執事が一人いる。両親は中国住まい。
岸裕子がしばしば脇役で描く、サラサーテ・シーサイドと同じ顔をしている。
リンダ
ピクスレイ教授に憧れている女子大生で、教授がダンディの母親のことが好きだったという誤解をしている。リチャードの最初の餌食になる。
メレディス・キャラダイン
大富豪J・キャラダインの子息。前の妻である母親が浮気で追い出され、後妻のエバも同様の行為をしていることで、女性不信に陥っている。
ララ・マンスリー
メレディスの婚約者で、ダンディに瓜二つの女性。バイオレットの香水をつけている。ピクスレイ教授がダンディと間違って鞭で打ってしまったため、ダンディたちは彼女の護衛依頼を受けなければならぬ羽目に陥る。
エバ・キャラダイン
J・キャラダインの元秘書で現夫人。元夫人の浮気を訴えたため、元夫人に恨まれる。サドな性格。
キャラダイン元夫人
メレディスの母親で、25年の間、夫を欺いて浮気をしていたため、離婚される。彼女がララに贈った指輪を巡り、騒動が起きる。
アマンダ
ドリンコート伯爵の姪。ジョフリーと交際していたが、子供ができた途端に態度を変えた彼に失望し、伯爵と結婚しようとする。しかし、子供を宿していることが伯爵にばれ、咄嗟におなかの中の子供はダンディの子であると虚偽の告白をする。リチャードと何か因縁があるらしい。
ジョフリー
アマンダの恋人。
ジャニス
ピクスレイ教授がダンディを引き取る前につきあっていた恋人。出世のために教授から捨てられ、新しい恋人とニューヨークへと旅だった。

## 作品
1. バイオレット・グラデーション（LaLa1981年4月号）
2. フルムーン★ナイト（LaLa1982年新年号（1月号））番外編
3. ダイヤモンド狂騒曲（LaLa1982年3月号 - 4月号）
4. 今夜は殺して（LaLa DX1983年）

## 書誌情報
- 『バイオレット・グラデーション』朝日ソノラマ、サンコミックス・ストロベリーシリーズ、1984年6月30日発行